# Brittany Spaniel
Brittany Spaniel là giống chó săn thuộc dòng chó tha mồi và cũng là một trong những giống chó đặc trưng cho loài chó săn chim. Thường được dùng đặc biệt trong việc săn dẽ rừng, gà gô và thỏ rừng, chúng linh hoạt luôn hăng hái nhiệt tình và không biết mệt mỏi. Chúng cũng có năng khiếu thiên bẩm là tìm kiếm và nhặt thú săn từ nước. Brittany trở nên phổ biến với hàng triệu người thợ săn bởi chính kích thước vừa phải của chúng, cho phép người thợ săn chở chúng theo dễ dàng.

## Tổng quan
Brittany có nguồn gốc là kết tinh của sự lai tạo giữa giống Setter cam trắng (Orange & White Setter) với một vài giống chó Pháp không rõ nguồn gốc khác. Loài chó săn thân thiện này xuất thân từ Brittany, một tỉnh của Pháp, nó được nhìn thấy lần đầu ở đây vào năm 1896. Giống chó này được chính thức công nhận vào năm 1938, vì thế trước khi được kết thành tiêu chuẩn, giống Brittany trải qua một vài thay đổi trong quá trình tồn tại. Ở một số nước, giống chó này được nhắc đến với tên Brittany Spaniel, tuy nhiên ở Mỹ thì được gọi với tên duy nhất là Brittany.

## Đặc điểm
Brittany là giống chó thân thiện, sôi nổi, có kích thước trung bình, chân dài và khép, với lớp lông ngắn sáng màu. Về kích thước, chó cao từ 43 – 53 cm (17 - 21 inches), nặng từ 16 – 18 kg (35 - 40 pounds). Chúng rất lanh lợi, hoạt bát và có vẻ mặt thông minh. Mắt có màu hổ phách hoặc màu nâu lục nhạt, tuỳ thuộc màu lông của chúng. Có xương sọ tròn trịa với chiều dài đầu trung bình, mõm nhọn nhỏ hoặc thẳng, các nét rõ ràng, độ sáng tối của mũi cũng tuỳ thuộc màu lông. Mũi không cứ là màu đen. Hai tai ngắn, gốc tai nhô cao. Độ cao của gốc tai tạo nên một hình tam giác, các tua lông ngắn và phủ xuôi theo đầu. Đuôi có thể ngắn tự nhiên hoặc được cắt cho ngắn hơn 10 cm.
Trên khắp thế giới, Brittany hay còn gọi là Epagneul Breton, gồm 5 màu lông (Cam và Trắng, Nâu xám đậm và Trắng, Đen và Trắng, Nâu tam thể, và Đen tam thể), trên nền lông sáng hoặc lác đác các phẩy màu. Các hiệp hội ở Mỹ (AKC) và Canada (CKC) không thừa nhận màu lông đen, còn ở các nước khác trên thế giới chấp nhận tất cả các màu theo tiêu chuẩn dòng giống của FCI. Chúng rụng lông khá ít. Chải lông thường xuyên giữ độ dài lông trung bình và phẳng mượt thực sự là điều cần thiết để giữ chúng trong điều kiện tốt.

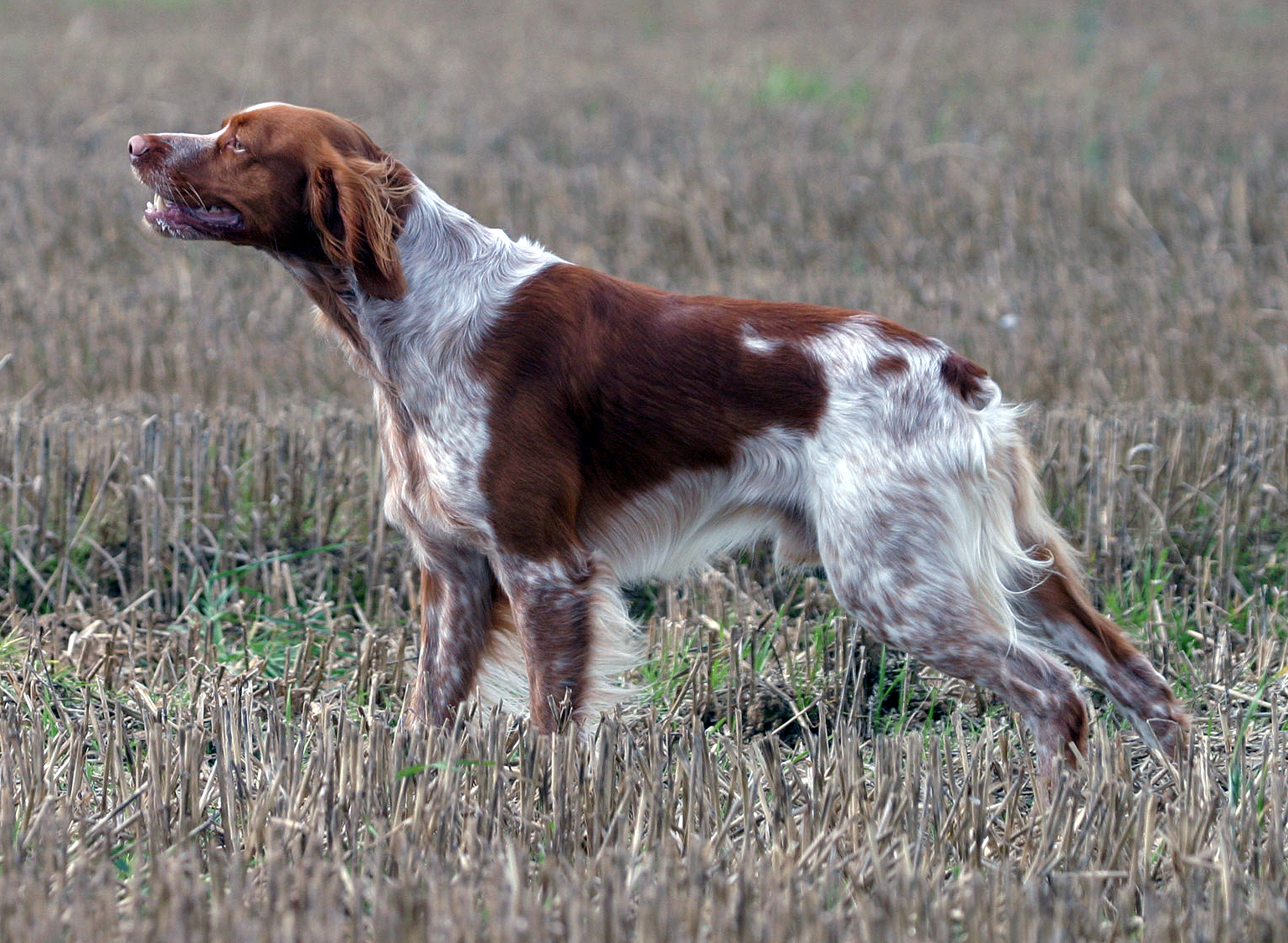
Một con chó Anh tiêu chuẩn

Tuổi thọ chúng khoảng 10 - 12 năm, Số chó con đẻ trong một lứa từ 1 - 11 con, trung bình là 6. Các vấn đề về sức khoẻ của Brittany, nhìn chung là giống chó có sức khoẻ tốt. Cũng có thể xảy ra những hiện tượng ngoài mong muốn như chứng loạn sản và tai biến mạch máu. Tắm ướt hoặc khô với xà phòng khi cần. Một vài kỹ năng cắt tỉa lông cũng rất cần thiết để giữ lớp lông của chúng được đúng cách. Đây là giống chó không đòi hỏi chăm sóc kỹ lưỡng, kiểm tra tai chúng thật cẩn thận mỗi khi chúng chui ra từ bụi cây hoặc từ những nơi ồn ào.

## Tập tính

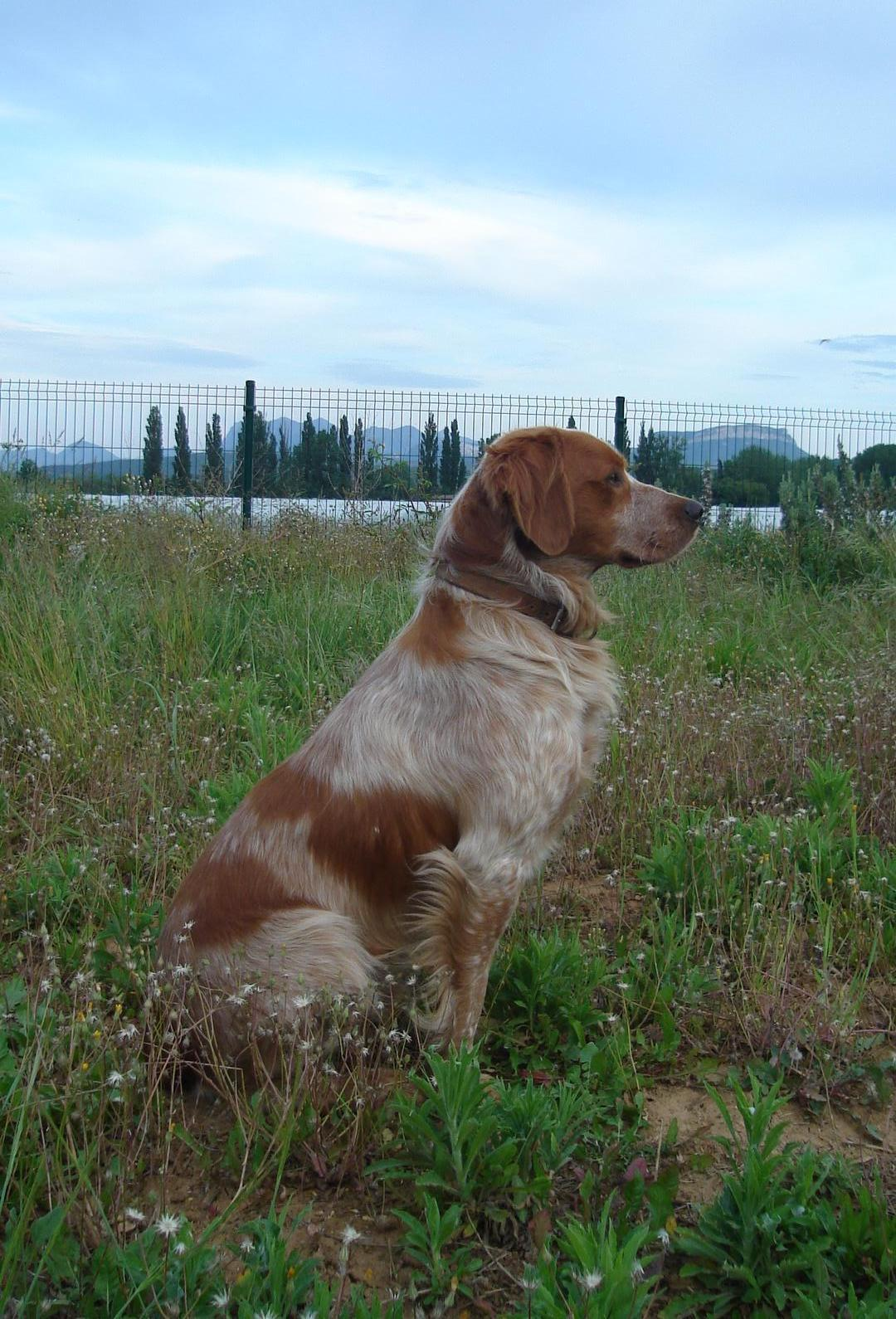
Một con chó Anh đang rình mồi

Giống chó Brittany thông minh, dễ sai khiến và dạy bảo trong săn bắt. Nó cũng là loài vật lịch lãm và đáng yêu, dễ bảo và luôn sẵn sàng làm chiều lòng chủ. Luôn vui vẻ, biết cảnh báo. Là giống chó ưa hoạt động và hăng hái trong săn bắt. Tình cảm, độc lập, tự tư duy, tốt bụng, hiền lành, và dễ dàng trong chăm sóc. Có thể gặp một số cá thể nóng tính hoặc hiếu động thái quá. Với giống chó này nếu đối xử thô bạo, chúng sẽ trở nên nhút nhát, dễ sợ hãi. Nên cho tiếp xúc rộng rãi với bên ngoài khi còn là chó con. Brittany thích đi chơi, chúng rất tốt cho trẻ con nếu được lớn lên cùng nhau từ khi còn nhỏ. Chúng dễ thích nghi với mọi địa hình sống, từ rừng đến đồng bằng hay đồi núi.
Chúng chịu được điều kiện sống lạnh và ẩm thấp. Bởi đặc tính vui nhộn, giống chó này cũng rất phổ biến với vai trò bầu bạn với người. Brittany không thích hợp nuôi ở các chung cư, nhà tầng. Chúng ưa hoạt động ngoài trời, nhất là trên diện tích rộng. Chúng chịu được lạnh và điều kiện sống ẩm thấp. Chế độ luyện tập của Brittany cần và cũng rất thích sự luyện tập tích cực đòi hỏi thể lực trên diện tích rộng. Chúng cũng nên được đi dạo xa hoặc chạy chậm hàng ngày trong thời tiết mát mẻ trong lành, và tốt nhất là hoạt động ngoài trời cùng với người chủ, hoặc cùng với thợ săn.